# Бибиков, Иван Степанович
Ива́н Степа́нович Би́биков (1873, хутор Осиновка, Акулицкая волость — после 1906) — крестьянин Брянского уезда, член I Государственной думы от Орловской губернии. Сначала октябрист, потом трудовик.

## Биография
Русский, православного вероисповедания. Окончил земское училище, занимался хлебопашеством (один душевой надел). Воинскую повинность отбывал в одном из гвардейских полков. Пользовался большим авторитетом среди местного населения, в связи с чем на протяжении четырёх лет был попечителем магазинов (складов) и состоял кандидатом в волостные старшины новообразованной Лутенской волости. Издания, посвящённые депутатам Государственной думы, характеризовали Бибикова как «очень бедного» крестьянина, поскольку тот не имел ничего, кроме своего надела.
27 марта 1906 года Бибиков был избран в депутаты Государственной думы от общего состава выборщиков губернского избирательного собрания. Сперва вошёл в состав октябристской фракции, однако вскоре примкнул к трудовикам. При этом Бибиков оставался беспартийным, демонстрируя, однако, склонность к прогрессивной программе.
В июне 1906 года, после роспуска Думы, Бибиков вернулся домой и занялся пропагандой среди крестьян, попав в связи с этим под негласный надзор со стороны полиции. В августе того же года он был арестован по постановлению орловского губернатора С. С. Андреевского. Опасаясь выступлений, связанных с арестом пользовавшегося авторитетом Бибикова, власти усилили меры по пресечению вероятных беспорядков. Впрочем, несмотря на это, крестьянские волнения в Лутенской волости продолжались вплоть до 1911 года. Что касается Бибикова, то он был отправлен на поселение предположительно в Енисейскую губернию. Дальнейшая его судьба неизвестна. На родине Бибиков до сих пор вспоминается с уважением — здесь его называют «нашим» депутатом и уважительным прозвищем «думша».
И. С. Бибиков был кавалером таких наград, как Крест Императора Австрийского и коронационная медаль императора Николая II.